# 1883年逝世人物列表
1883年逝世人物列表：1月 - 2月 - 3月 - 4月 - 5月 - 6月 - 7月 - 8月 - 9月 - 10月 - 11月 - 12月
下面是1883年逝世的知名人士列表。

## 1月

### 1月4日
- 安托萬·尚齊，法國將軍和殖民地總督

### 1月8日
- Miska Magyarics，匈牙利斯洛維尼亞詩人

### 1月10日
- 撒母耳·穆德（Samuel Mudd），約翰·威爾克斯·布斯（John Wilkes Booth）的美國醫生
- 埃林·艾爾森，挪威路德會領袖

### 1月17日
- 瑪蒂爾德·迪茲，西班牙女演員[1]

### 1月23日
- 古斯塔夫·多雷，法國藝術家

### 1月24日
- 弗里德里希·冯·弗洛托，德國作曲家

## 2月

### 2月13日
- 理查德·瓦格纳，德國作曲家

### 2月15日
- 華頂宮博厚親王

### 2月17日
- 拿破崙·科斯特，法國吉他手和作曲家
- 瓦蘇德夫·巴爾旺特·法德克，印度革命者

### 2月18日
- 法蘭西斯·阿博特，澳大利亞天文學家

## 3月

### 3月4日
- 亞歷山大·漢密爾頓·斯蒂芬斯，美利堅聯盟國副總統

### 3月14日
- 卡尔·马克思，德國共產主義哲學家

### 3月20日
- 查理斯·拉塞格，法國醫生

### 3月21日
- 格裡戈爾·奧爾貝利亞尼，喬治亞詩人和士兵

### 3月27日
- 約翰·布朗，蘇格蘭私人僕人，維多利亞女王的寵兒

### 3月28日
- 拿破崙·波拿巴·布福德，美國將軍和鐵路主管

## 4月

### 4月4日
- 彼得·庫珀，美國實業家、發明家和慈善家

### 4月13日
- 瑪麗亞·安東妮埃塔，托斯卡納公主

### 4月15日
- 腓特烈·法蘭茲二世，梅克倫堡-什未林大公

### 4月16日
- 帕爾馬公爵卡洛二世

### 4月26日
- 拿破崙·奧爾達，白俄羅斯作曲家和藝術家

### 4月30日
- 愛德華·馬奈，法國畫家

## 5月

### 5月6日
- 塞西莉亞·弗萊克塞爾，瑞典教育先驅[2]

### 5月24日
- 夏威夷公主基利科拉尼[3]

### 5月26日
- 阿卜杜勒卡德爾·傑扎里，阿爾及利亞領導人

## 6月

### 6月6日
- 西普里安·波倫貝斯庫，羅馬尼亞作曲家

### 6月11日
- 卡羅琳·利·加斯科因，英國作家

### 6月20日
- 約翰·科倫索，英國出生的數學家和神學家，納塔爾主教

### 6月26日
- 爱德华·赛宾，愛爾蘭天文學家

## 7月

### 7月15日
- 拇指將軍湯姆，美國馬戲團表演者和藝人

### 7月22日
- 愛德華·奧德，美國陸軍軍官

### 7月23日
- 羅斯·梅西，英國女演員

### 7月24日
- 馬修·韋伯，英國水手，第一個有記錄的在不使用人工輔助工具的情況下游泳英吉利海峽的人

### 7月27日
- 蒙哥马利·布莱尔，美國政治家

### 7月28日
- 卡洛·佩利翁·迪·佩爾薩諾，義大利海軍上將和政治家

## 8月

### 8月24日
- 亨利，香波伯爵，法國王位的覬覦者

### 8月25日
- 路易絲·拉托，比利時神秘主義者和汙名主義者

## 9月

### 9月3日
- 伊万·屠格涅夫，俄國作家

### 9月10日
- 奧托·皮烏斯·希皮烏斯，波羅的海德國建築師

### 9月17日
- 小朱尼烏斯·布魯圖斯·布斯，美國演員和劇院經理

## 10月

### 10月5日
- 約阿希姆·巴蘭德，法國古生物學家

### 10月14日
- 亞瑟·愛爾頓爵士，第七代男爵、英國作家和自由黨政治家

### 10月20日
- 喬治·奇賈斯特，第三代多尼格爾侯爵，盎格魯-愛爾蘭地主、朝臣和政治家

### 10月22日
- 湯瑪斯·梅恩·裡德，愛爾蘭裔美國小說家

### 10月30日
- 達亞南達·薩拉斯瓦蒂，印度教宗教領袖
- 羅伯特·沃爾克曼，德國作曲家

## 11月

### 11月19日
- 卡爾·威廉·西門子，德國工程師

### 11月20日
- 日本第13代幕府將軍德川家貞的妻子天璋院

### 11月29日
- 伊莉莎白·迪厄多內·文森特，海地出生的移民和有色人種自由女性

## 12月

### 12月13日
- 維克多·德·拉普拉德，法國詩人和評論家

### 12月27日
- 安德魯·漢弗萊斯，美國將軍和土木工程師

## 日期不詳
- 瑪格麗特·艾格尼絲·邦恩，英國女演員
- 儒勒·米奧，法國共和社會主義者